# Vija Artmane
Alīda "Vija" Artmane (21. august 1929 i Kaive, Sēmes pagasts i Letland — 11. oktober 2008 i Strenči i Letland) var en lettisk/sovjetisk skuespiller.
Alīda Artmane fødtes i 1929 i Tukuma apriņķis, hvor hendes mor med polsk baggrund, Anna Zaborovska, arbejdede som landarbejder. Hendes far med tyskbaltisk baggrund, Francis (Fricis) Artmanis, omkom under tragiske omstændigheder inden hendes fødsel. Artmane voksede op hos sin bedstefar og farmor, og hun begyndte som hyrde i 10-årsalderen.
Som 15-årig i slutningen af 2. verdenskrig flyttede Artmane til Riga, og gik fra 1944 til 1947 i skole ved Rigas 6. mellemskole, fra 1947 til 1948 ved Rigas 3. mellemskole. Samtidig i årene 1946 til 1949 fik hun undervisning ved Dailesteatrets andet studie. Den 16. oktober 1949 blev hun skuespiller ved Dailes Teater.
I 1956 var Artmene allerede kendt blandt teatergængere, og hun medvirkede i spillefilmen  "Pēc vētras" (Efter stormen). I 1963 blev hun populær i hele Sovjetunionen i rollen som Sonja, en smuk og kærlig mor, i spillefilmen  "Dzimtas asinis" (Slægtsblod). I de følgende årtier havde Artmane en varig karriere. Artmane var gift med  Artūrs Dimiters, og de havde to børn; Artmane fik et nervesammenbrud efter ægtefællens død i 1986 og gennemlevede senere også en blodprop.
Udover adskillige sovjetiske ordener, blandt andet Leninordenen, samt sovjetiske og lettiske priser, blev Vija Artmane udnævnt til Officer af Trestjerneordenen den 22. oktober 2007, lige under et år inden hun i 2008 døde i en alder af 79.